# Olympische Jugend-Winterspiele 2020/Eiskunstlauf
Bei den III. Olympischen Jugend-Winterspielen 2020 in Lausanne fanden vier Wettbewerbe im Eiskunstlauf statt. Austragungsort war das Patinoire de Malley 2.0.

## Zeitplan
| Zeitplan Eiskunstlauf | Zeitplan Eiskunstlauf | Zeitplan Eiskunstlauf | Zeitplan Eiskunstlauf | Zeitplan Eiskunstlauf | Zeitplan Eiskunstlauf | Zeitplan Eiskunstlauf |
| Wettbewerbe           | Januar                | Januar                | Januar                | Januar                | Januar                | Januar                |
| Wettbewerbe           | 10.                   | 11.                   | 12.                   | 13.                   | 14.                   | 15.                   |
| --------------------- | --------------------- | --------------------- | --------------------- | --------------------- | --------------------- | --------------------- |
| Männer Einzel         |                       |                       |                       |                       |                       |                       |
| Frauen Einzel         |                       |                       |                       |                       |                       |                       |
| Paarlauf              |                       |                       |                       |                       |                       |                       |
| Eistanz               |                       |                       |                       |                       |                       |                       |
| Teamwettbewerb        |                       |                       |                       |                       |                       |                       |
| Entscheidungen        | 0                     | 0                     | 2                     | 2                     | 0                     | 1                     |

|  | Qualifikation |  | Medaillenentscheidung |

## Bilanz

### Medaillenspiegel
| Platz  | Land                 | Gold | Silber | Bronze | Gesamt |
| ------ | -------------------- | ---- | ------ | ------ | ------ |
| 1      | Russland             | 2    | 4      | 2      | 6      |
| 2      | Gemischte Mannschaft | 1    | 1      | 1      | 3      |
| 3      | Japan                | 1    | –      | –      | 1      |
| 3      | Südkorea             | 1    | –      | –      | 1      |
| 5      | Georgien             | –    | –      | 1      | 1      |
| 5      | Vereinigte Staaten   | –    | –      | 1      | 1      |
| Gesamt | Gesamt               | 5    | 5      | 5      | 15     |

### Medaillengewinner
| Disziplin      | Gold | Silber                                                                                                   | Bronze |
| -------------- | --- | --- | --- |
| Männer Einzel  | Yuma Kagiyama                                                                                             | Andrei Mosaljow                                                                                          | Daniil Samsonow |
| Frauen Einzel  | You Young                                                                                                 | Xenija Sinizyna                                                                                          | Anna Frolowa |
| Paarlauf       | Apollinarija Panfilowa / Dmitri Rylow                                                                     | Diana Muchametsjanowa / Ilja Mironow                                                                     | Alina Butaewa / Luka Berulawa                                                                                        |
| Eistanz        | Irina Chawronina / Dario Cirisano                                                                         | Sofja Tjutjunina / Alexander Schustizki                                                                  | Katarina Wolfkostin / Jeffrey Chen                                                                                   |
| Teamwettbewerb | Team Courage Arlet Levandi Xenija Sinizyna Alina Butaewa / Luka Berulawa Utana Yoshida / Shingo Nishiyama | Team Focus Yuma Kagiyama Kate Wang Cate Fleming / Jedidah Isbell Sofja Tjutjunina / Alexander Schustizki | Team Vision Andrei Mosaljow Regina Schermann Sofija Nesterowa / Artem Darenskyj Natalie D’Alessandro / Bruce Waddell |

## Ergebnisse

### Männer Einzel
| Platz | Land | Athlet           | Kurzp. | Kür    | Gesamt |
| Platz | Land | Athlet           | Punkte | Punkte | Punkte |
| ----- | ---- | ---------------- | ------ | ------ | ------ |
| 1     | JPN  | Yūma Kagiyama    | 72,76  | 166,41 | 239,17 |
| 2     | RUS  | Andrei Mosaljow  | 79,72  | 158,22 | 237,94 |
| 3     | RUS  | Daniil Samsonow  | 76,62  | 138,59 | 215,21 |
| 4     | CAN  | Aleksa Rakic     | 70,96  | 134,27 | 205,23 |
| 5     | KOR  | Cha Young-hyun   | 69,61  | 129,51 | 199,12 |
| 6     | CHN  | Chen Yudong      | 57,31  | 127,29 | 184,60 |
| 7     | SUI  | Noah Bodenstein  | 60,56  | 116,36 | 176,92 |
| 8     | ITA  | Nikolaj Memola   | 62,18  | 114,37 | 176,55 |
| 9     | UKR  | Andrij Kokura    | 62,48  | 109,20 | 171,68 |
| 10    | USA  | Liam Kapeikis    | 49,57  | 112,02 | 161,59 |
| 11    | CZE  | Daniel Mrázek    | 60,66  | 96,32  | 156,98 |
| 12    | EST  | Arlet Levandi    | 49,87  | 104,78 | 154,65 |
| 13    | FRA  | François Pitot   | 53,02  | 101,02 | 154,04 |
| 14    | ITA  | Matteo Nalbone   | 53,01  | 91,63  | 144,64 |
| 15    | ISR  | Nikita Kovalenko | 44,71  | 87,41  | 132,12 |

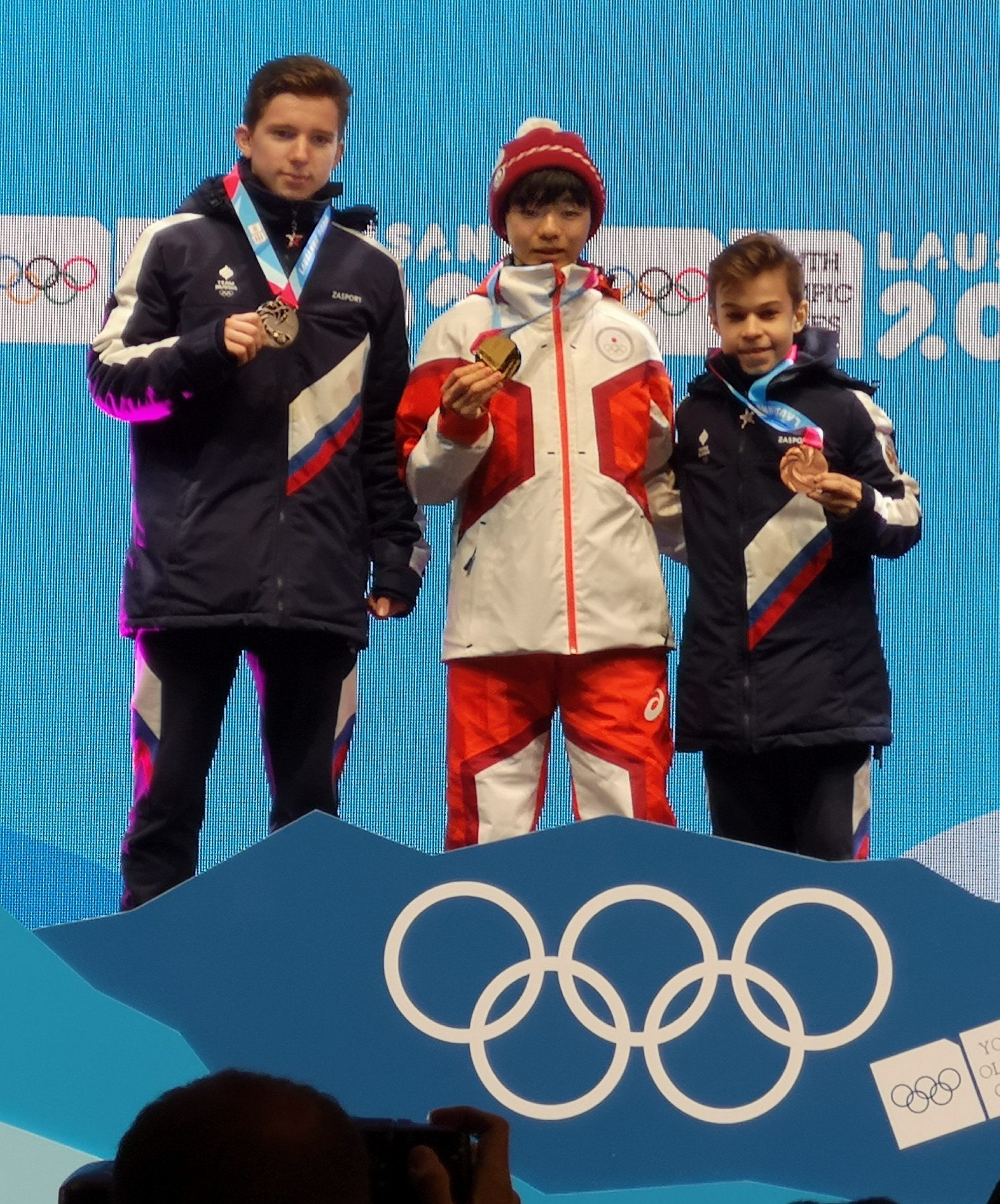
Medaillengewinner Mosaljow, Kagiyama und Samsonow (von links nach rechts)

Kurzprogramm: 10. Januar 2020, 16:10 Uhr
Kür: 12. Januar 2020, 14:00 Uhr

### Frauen Einzel
| Platz | Land | Athletin           | Kurzp. | Kür    | Gesamt |
| Platz | Land | Athletin           | Punkte | Punkte | Punkte |
| ----- | ---- | ------------------ | ------ | ------ | ------ |
| 1     | KOR  | You Young          | 73,51  | 140,49 | 214,00 |
| 2     | RUS  | Xenija Sinizyna    | 71,77  | 128,26 | 200,03 |
| 3     | RUS  | Anna Frolowa       | 69,07  | 118,65 | 187,72 |
| 4     | JPN  | Mana Kawabe        | 65,84  | 119,38 | 185,22 |
| 5     | GEO  | Alina Uruschadse   | 63,10  | 116,40 | 179,50 |
| 6     | ITA  | Alessia Tornaghi   | 62,19  | 116,41 | 178,60 |
| 7     | USA  | Audrey Shin        | 60,36  | 116,31 | 176,67 |
| 8     | AZE  | Ekaterina Ryabova  | 59,30  | 110,07 | 169,37 |
| 9     | FRA  | Maïa Mazzara       | 59,48  | 106,68 | 166,16 |
| 10    | SUI  | Anaïs Coraducci    | 48,03  | 102,86 | 150,89 |
| 11    | CAN  | Catherine Carle    | 49,57  | 93,85  | 143,42 |
| 12    | HUN  | Regina Schermann   | 50,62  | 91,20  | 141,82 |
| 13    | USA  | Kate Wang          | 54,75  | 86,42  | 141,17 |
| 14    | EST  | Eva-Lotta Kiibus   | 46,63  | 92,07  | 138,70 |
| 15    | BUL  | Iwelina Bajtschewa | 43,90  | 84,93  | 128,83 |
| 16    | FIN  | Nella Pelkonen     | 45,13  | 73,29  | 118,42 |

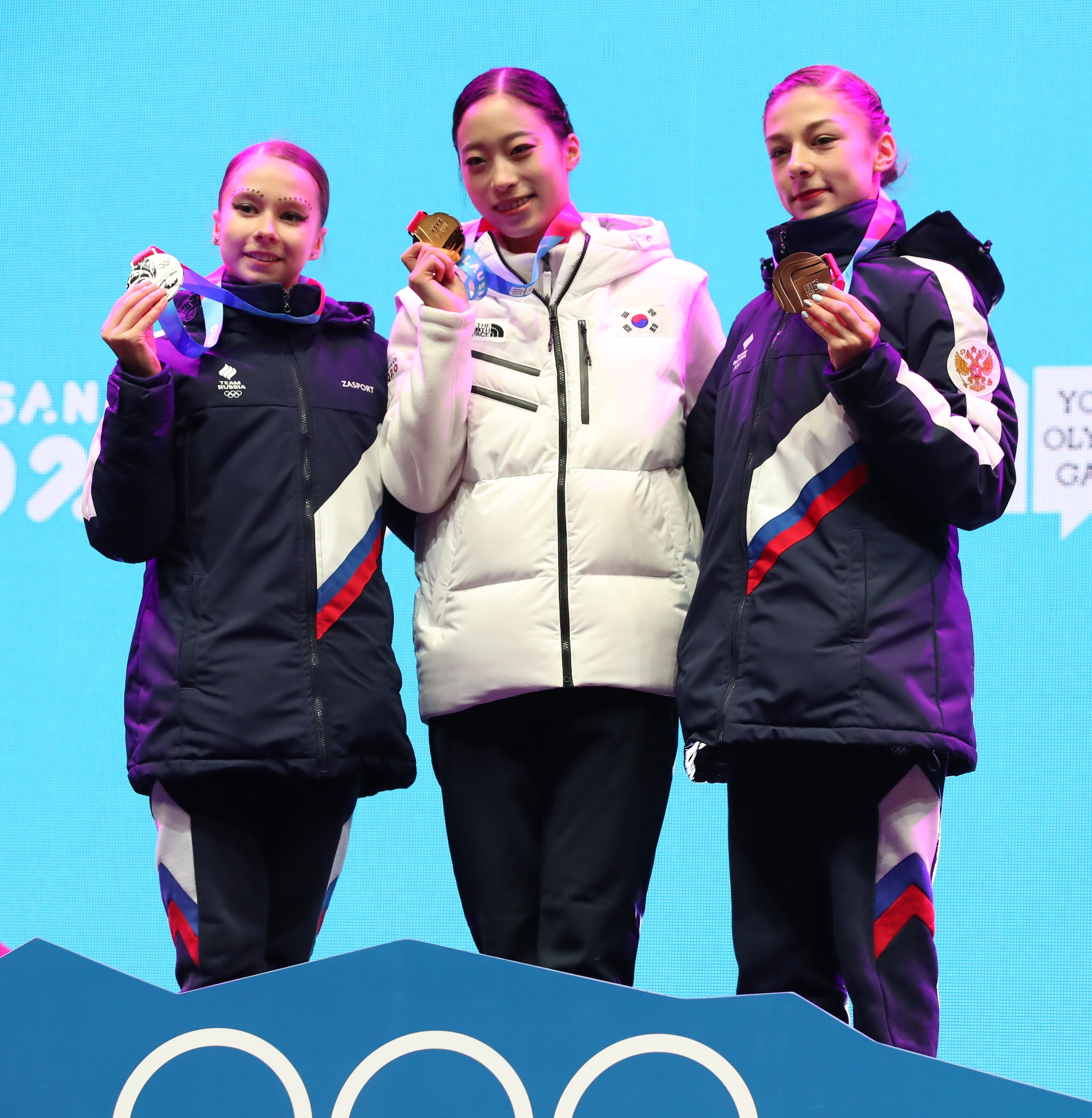
Medaillengewinner Sinizyna, Young und Frolowa (von links nach rechts)

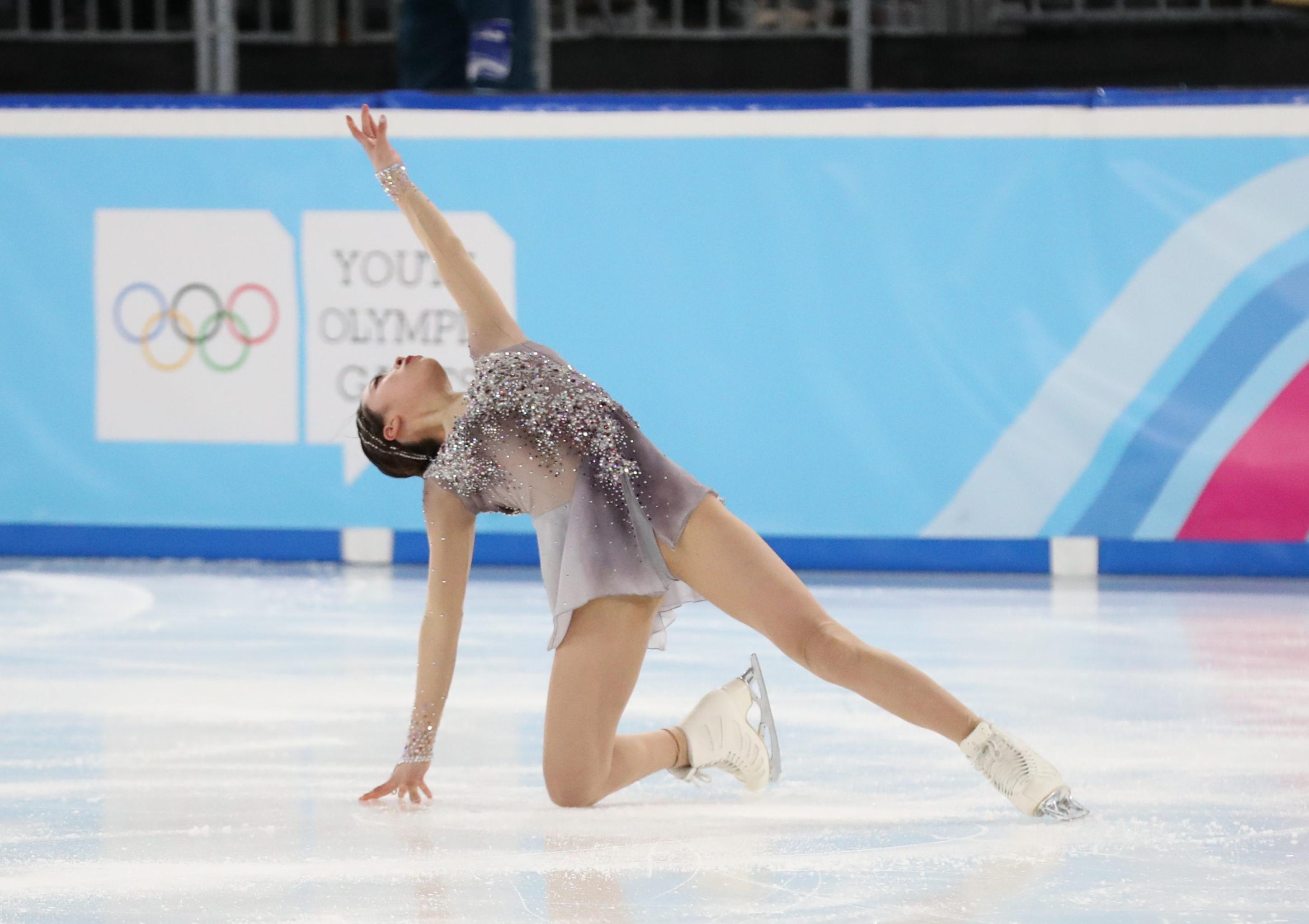
Jugend-Olympiasiegerin You Young

Kurzprogramm: 11. Januar 2020, 16:10 Uhr
Kür: 13. Januar 2020, 14:00 Uhr

### Paarlauf
| Platz | Land | Athleten                              | Kurzp. | Kür    | Gesamt |
| Platz | Land | Athleten                              | Punkte | Punkte | Punkte |
| ----- | ---- | ------------------------------------- | ------ | ------ | ------ |
| 1     | RUS  | Apollinarija Panfilowa / Dmitri Rylow | 71,74  | 127,47 | 199,21 |
| 2     | RUS  | Diana Muchametsjanowa / Ilja Mironow  | 60,45  | 114,97 | 175,42 |
| 3     | GEO  | Alina Butaewa / Luka Berulawa         | 59,14  | 98,15  | 157,29 |
| 4     | CAN  | Brooke McIntosh / Brandon Toste       | 49,38  | 96,77  | 146,15 |
| 5     | CHN  | Wang Yuchen / Huang Yihang            | 46,96  | 94,65  | 141,61 |
| 6     | USA  | Cate Fleming / Jedidah Isbell         | 49,87  | 88,10  | 137,97 |
| 7     | UKR  | Sofija Nesterowa / Artem Darenskyj    | 45,82  | 82,65  | 128,47 |
| 8     | GER  | Letizia Roscher / Luis Schuster       | 42,80  | 80,25  | 123,05 |

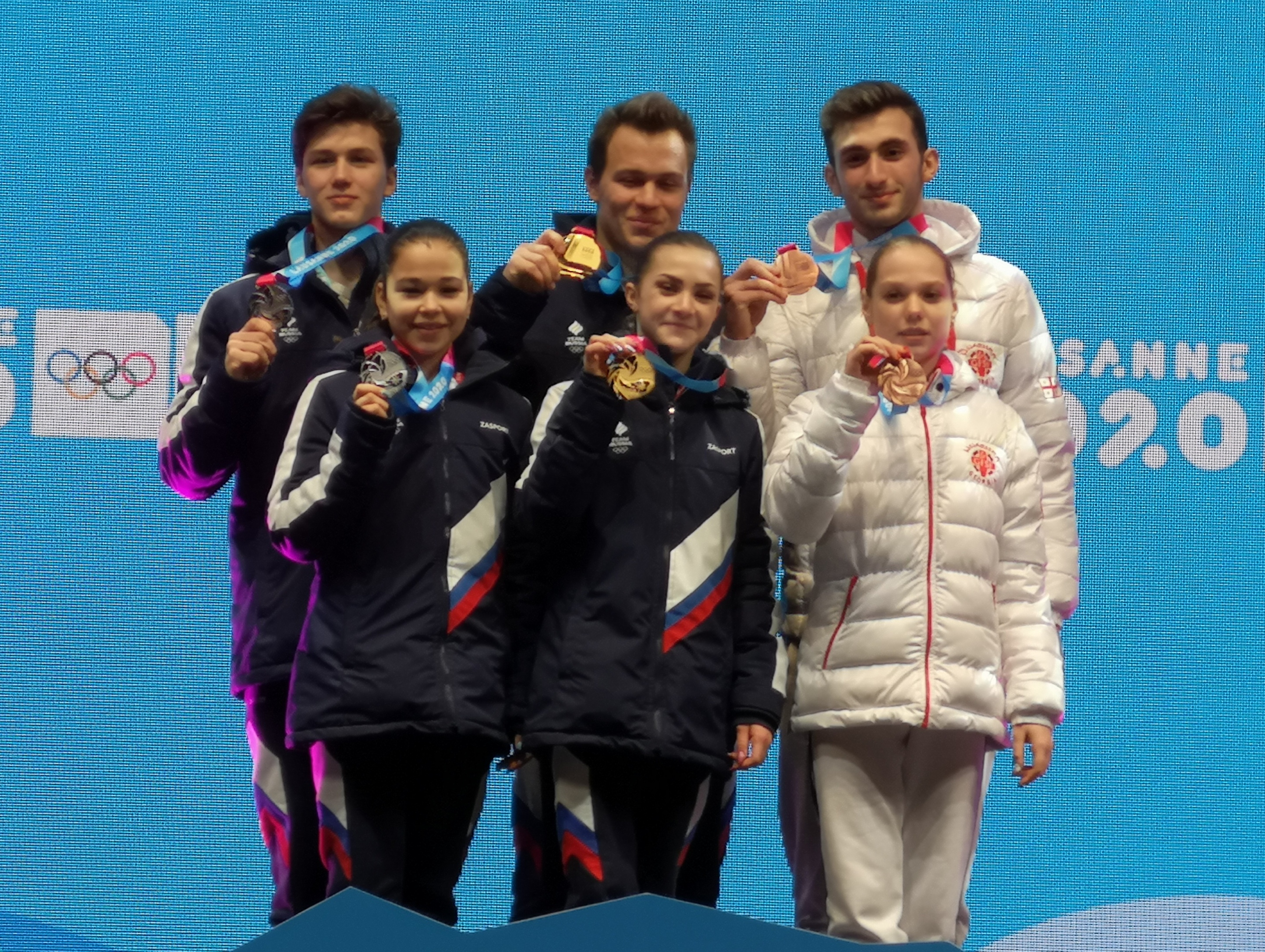
Medaillengewinner Muchametsjanowa/Mironow, Panfilowa/Rylow, Butaewa/Berulawa (von links nach rechts)

Kurzprogramm: 11. Januar 2020, 14:00 Uhr
Kür: 13. Januar 2020, 11:30 Uhr

### Eistanz
| Platz | Land | Athleten                                     | Kurzt. | Kür    | Gesamt |
| Platz | Land | Athleten                                     | Punkte | Punkte | Punkte |
| ----- | ---- | -------------------------------------------- | ------ | ------ | ------ |
| 1     | RUS  | Irina Chawronina / Dario Cirisano            | 63,52  | 101,11 | 164,63 |
| 2     | RUS  | Sofja Tjutjunina / Alexander Schustizki      | 62,64  | 96,51  | 159,15 |
| 3     | USA  | Katarina Wolfkostin / Jeffrey Chen           | 57,02  | 95,41  | 152,43 |
| 4     | CAN  | Natalie D’Alessandro / Bruce Waddell         | 59,61  | 91,91  | 151,52 |
| 5     | CAN  | Miku Makita / Tyler Gunara                   | 58,47  | 90,42  | 148,89 |
| 6     | JPN  | Utana Yoshida / Shingo Nishiyama             | 56,38  | 92,32  | 148,70 |
| 7     | UKR  | Anna Tschernjawska / Oleh Muratow            | 52,24  | 79,37  | 131,61 |
| 8     | CZE  | Denisa Cimlová / Vilém Hlavsa                | 50,06  | 80,97  | 131,03 |
| 9     | ITA  | Giulia Tuba / Andrea Tuba                    | 47,79  | 77,54  | 125,33 |
| 10    | FRA  | Célina Fradji / Jean-Hans Fourneaux          | 49,11  | 72,13  | 121,24 |
| 11    | GEO  | Iulia Lebedewa-Bitadse / Micheil Kaigorodzew | 47,20  | 68,45  | 115,65 |
| 12    | SUI  | Gina Zehnder / Beda Sieber                   | 36,10  | 60,85  | 96,95  |

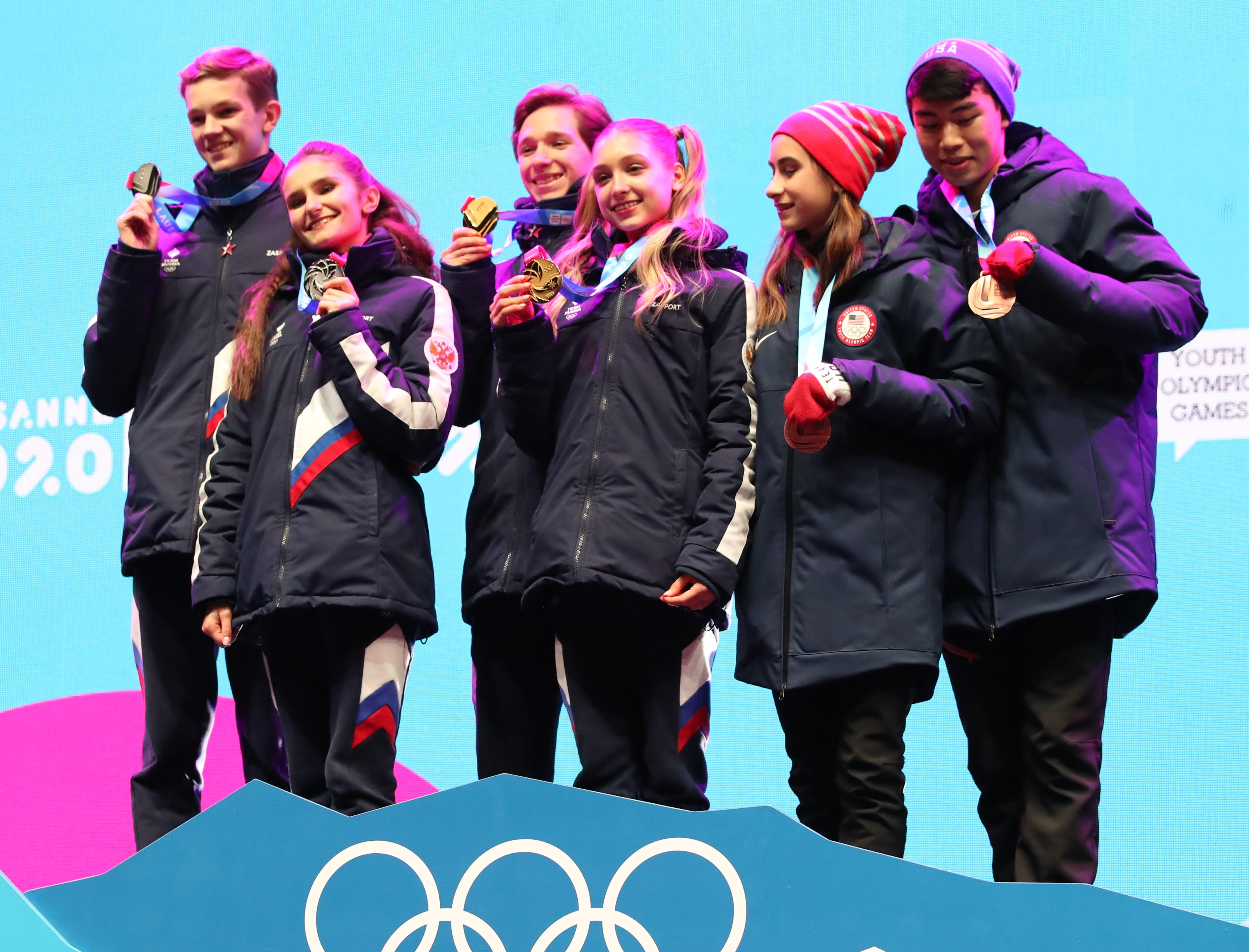
Medaillengewinner Tjutjunina/Schustizki, Chawronina/Cirisano und Wolfkostin/Chen (von links nach rechts)

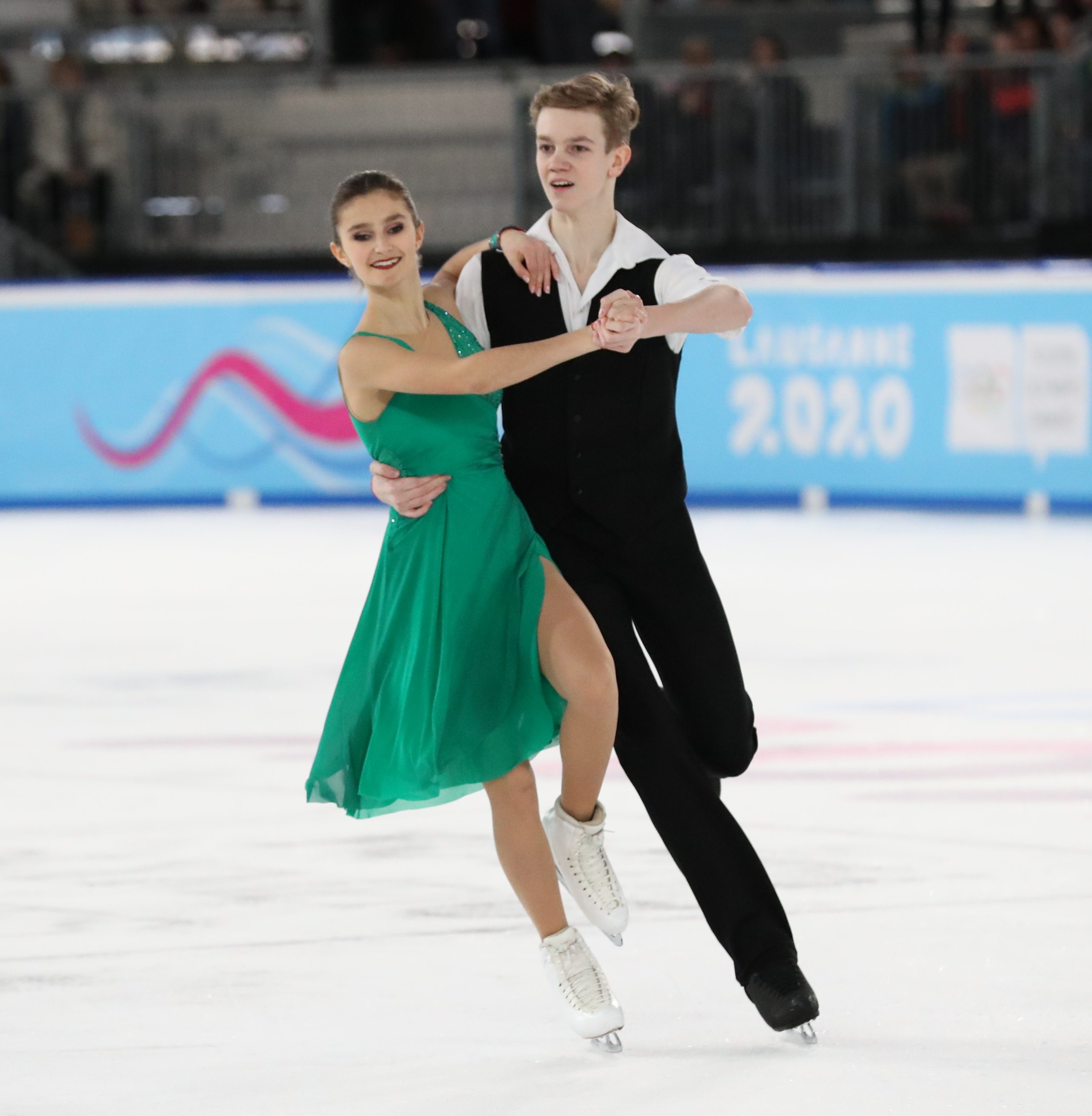
Jugend-Olympiasieger Irina Chawronina und Dario Cirisano

Kurztanz: 11. Januar 2020, 14:00 Uhr
Kür: 13. Januar 2020, 11:30 Uhr

### Teamwettbewerb
| Platz | Land | Athleten | Punkte | Punkte | Punkte   | Punkte  | Punkte |
| Platz | Land | Athleten | Männer | Frauen | Paarlauf | Eistanz | Gesamt |
| ----- | ---- | --- | ------ | ------ | -------- | ------- | ------ |
| 1     | MIX  | Team Courage Arlet Levandi Xenija Sinizyna Alina Butaewa / Luka Berulawa Utana Yoshida / Shingo Nishiyama               | 2      | 8      | 8        | 6       | 24     |
| 2     | MIX  | Team Focus Yuma Kagiyama Kate Wang Cate Fleming / Jedidah Isbell Sofja Tjutjunina / Alexander Schustizki                | 8      | 4      | 7        | 3       | 22     |
| 3     | MIX  | Team Vision Andrei Mosaljow Regina Schermann Sofija Nesterowa / Artem Darenskyj Natalie D’Alessandro / Bruce Waddell    | 7      | 3      | 6        | 2       | 18     |
| 4     | MIX  | Team Determination Cha Young-hyun Nella Pelkonen Brooke McIntosh / Brandon Toste Katarina Wolfkostin / Jeffrey Chen     | 6      | 2      | 5        | 5       | 18     |
| 5     | MIX  | Team Motivation Andrij Kokura Alessia Tornaghi Diana Muchametsjanowa / Ilja Mironow Gina Zehnder / Beda-Leon Sieber     | 3      | 6      | 1        | 7       | 17     |
| 6     | MIX  | Team Discovery Nikolaj Memola Catherine Carle Apollinarija Panfilowa / Dmitri Rylow Célina Fradji / Jean-Hans Fourneaux | 4      | 1      | 2        | 8       | 15     |
| 7     | MIX  | Team Future Matteo Nalbone Anna Frolowa Wang Yuchen / Huang Yihang Anna Tschernjawska / Oleh Muratow                    | 1      | 7      | 3        | 4       | 15     |
| 8     | MIX  | Team Hope Liam Kapeikis Maïa Mazzara Letizia Roscher / Luis Schuster Miku Makita / Tyler Gunara                         | 5      | 5      | 4        | 1       | 15     |

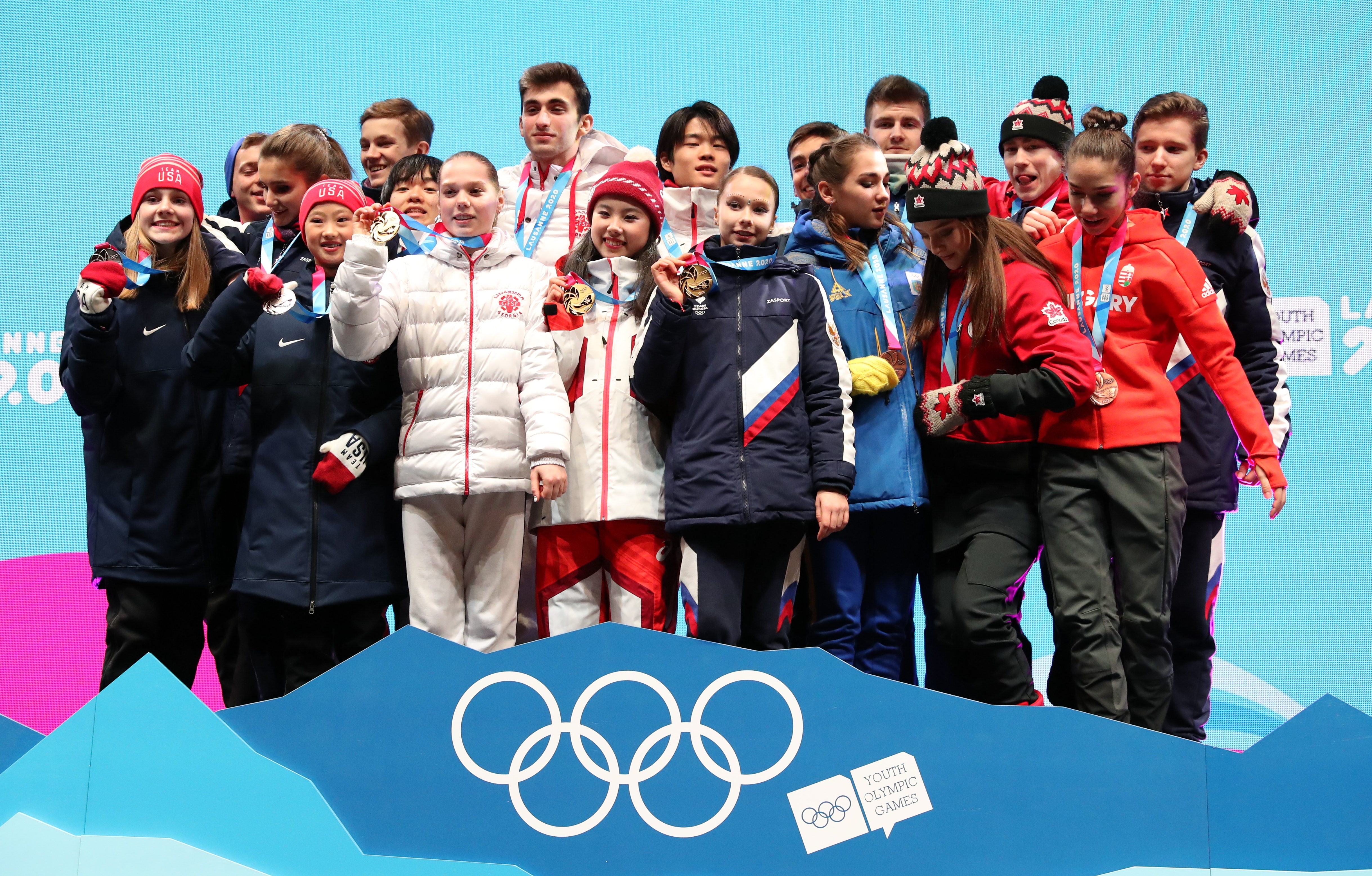
Medaillengewinner

Datum: 15. Januar 2020, 11:30 Uhr
Im Teamwettbewerb traten pro Mannschaft ein Junge und ein Frauen sowie ein Duo des Paarlaufs und ein Eistanzpaar aus verschiedenen Nationen an. Jeder Athlet und jedes Paar läuft eine Kür.